# Štěpánovice (České Budějovice-i járás)
Štěpánovice település Csehországban, a České Budějovice-i járásban. Štěpánovice Třeboň, Libín, Lišov és Hvozdec településekkel határos. Lakosainak száma 983 fő (2024. január 1.).

## Népesség
A település lakosságának változását az alábbi diagram mutatja:
| Lakosok száma | 673  | 619  | 705  | 586  | 641  | 637  | 857  | 898  | 948  | 983  |
|               | 1869 | 1890 | 1921 | 1950 | 1980 | 2001 | 2017 | 2019 | 2022 | 2024 |